# Comité national olympique de la Sierra Leone
Le Comité national olympique de la Sierra Leone (anglais : National Olympic Committee of Sierra Leone) est le comité national olympique de la Sierra Leone, fondé en 1964 et reconnu la même année par le CIO.

## Histoire
Le comité est fondé le 14 janvier 1964 et reconnu par le Comité international olympique la même année.
La Sierra Leone participe à ses premiers Jeux olympiques en 1968 à Mexico.